# 小笠原長基
小笠原 長基（おがさわら ながもと）は、南北朝時代から室町時代の武将、守護大名。信濃守護。府中小笠原氏当主。先代守護小笠原政長の長男。子に長将（持長の父）、長秀、政康など。

## 生涯
観応の擾乱終結後の正平7年/観応3年（1352年）、父から家督と信濃守護職を譲られて当主となった。しかしこの時長基はまだ5歳であり、長基の当主という立場は名目上で実権は父が握っていたものと思われる。
長基が家督を継承した時期における信濃とその隣国は、新田氏をはじめとする反室町幕府・反守護勢力が多く存在し、各地で紛争が起こっていた。その中でも特に、伊那谷の大河原を拠点として活動している宗良親王（後醍醐天皇の皇子、信濃宮）の存在は、小笠原氏にとって無視できないものであった。正平10年/文和4年（1355年）4月、南朝方の上杉憲将と祢津宗貞（祢津氏）を破り（『越佐史料』巻二-579）、同年春、宗良親王が諏訪氏・仁科氏ら反守護勢力を結集して挙兵すると、長基父子は武田氏らの助力も得て鎮圧に成功し、南朝方を圧倒した（桔梗ヶ原の戦い）。
正平20年/貞治4年（1365年）3月に父が死去し、長基は名実ともに小笠原氏の当主となった。
翌年（1366年）、幕府は信濃守護を長基から上杉朝房（犬懸上杉家）に交代させたが、その後も長基は朝房や国人衆とともに活動を行なっており、信濃における軍事力の指揮権は維持していたものとみられる。その一例として、元中4年/嘉慶元年（1387年）、長基は朝房に代わって信濃守護に任じられた斯波義種と善光寺平（長野盆地）を争っている。
文中3年/応安7年（1374年）、将軍足利義満の命令で四国の南朝方に対して遠征し、その後は幕府の評定衆に補任されて在京し、義満の弓馬師範となる。元中8年/明徳2年（1391年）、明徳の乱に出陣し、山城国内野で山名氏清らと交戦した。
時期は不明だが、家督を次男の長秀に譲った。それと同時に長秀は信濃守護に任じられたが、信濃の統治に失敗し、応永7年（1400年）に反乱を起こした国人衆に大敗した（大塔合戦）。この頃の長基・長秀父子の間には何らかの齟齬があったらしく、大塔合戦が勃発したときも京都にいた長基は何の行動も起こしていないとされる。
応永14年10月6日（1407年11月5日）に病没、享年61。長秀は大塔合戦の一件により失脚していたため、小笠原氏は3男の政康が継いだ。